# Bahnhof Euston

Der Bahnhof London Euston, Aussprache [ˈlɔndɔn ˈjuːstən], ist einer der Hauptbahnhöfe von London. Er liegt im Stadtbezirk London Borough of Camden, unmittelbar nördlich des Stadtzentrums sowie in der Travelcard-Tarifzone 1. Der Kopfbahnhof ist Ausgangspunkt der Züge auf der West Coast Main Line nach Birmingham, Manchester, Liverpool, Holyhead und Glasgow sowie zahlreicher Vorortszüge. Bahngesellschaften, die Euston anfahren, sind West Midlands Trains, Avanti West Coast und London Overground; darüber hinaus verkehren ab hier die von Serco betriebenen Nachtreisezüge des Caledonian Sleeper nach Schottland. Der Bahnhof wurde im Jahr 2013 von 38,299 Millionen Fahrgästen genutzt.
Unterhalb des Bahnhofs befindet sich die U-Bahn-Station Euston, ein bedeutender Knotenpunkt der London Underground. Eine weitere U-Bahn-Station ist Euston Square, rund 250 Meter entfernt.

## Anlage

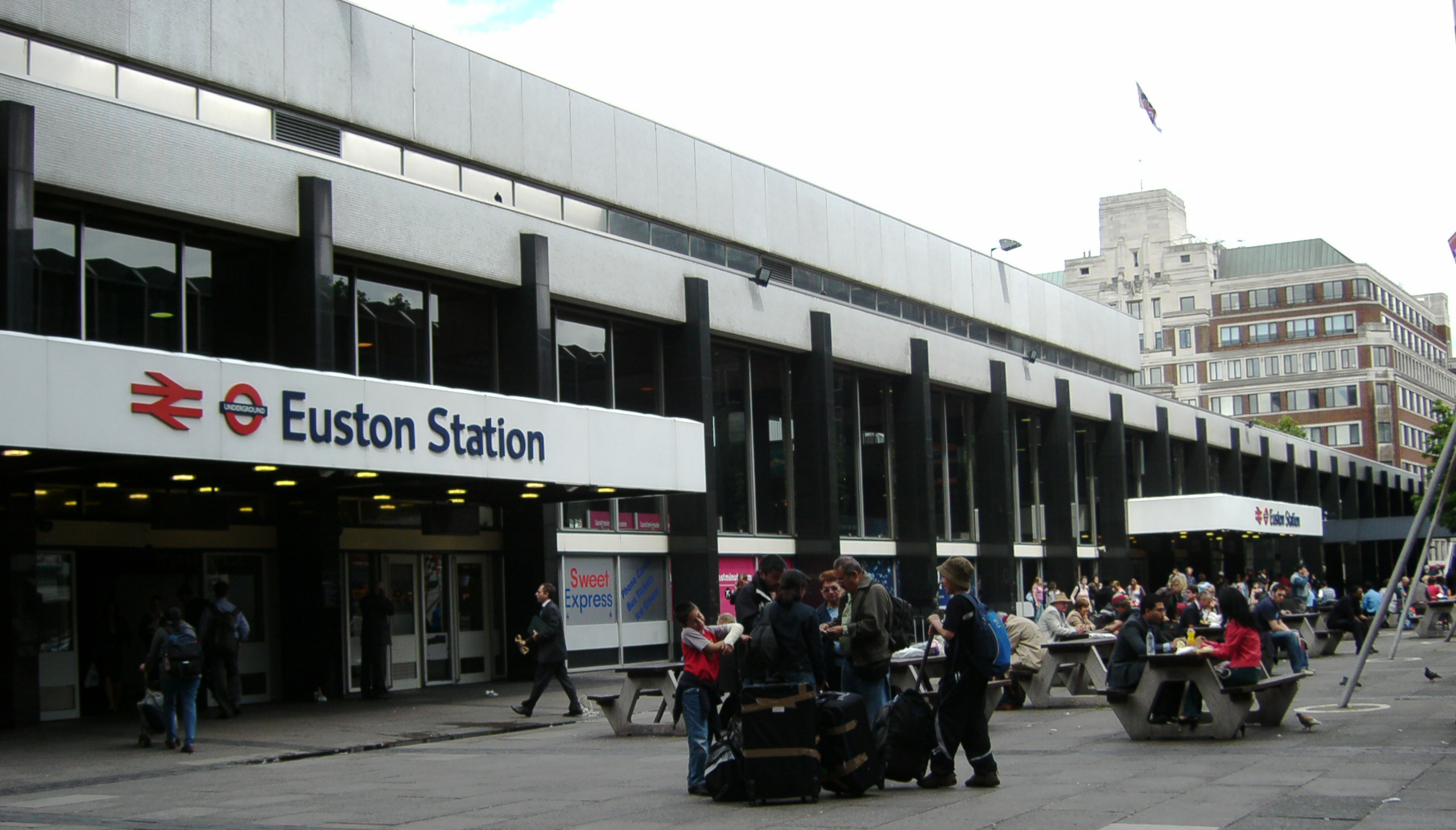
Fassade mit den beiden Haupteingängen

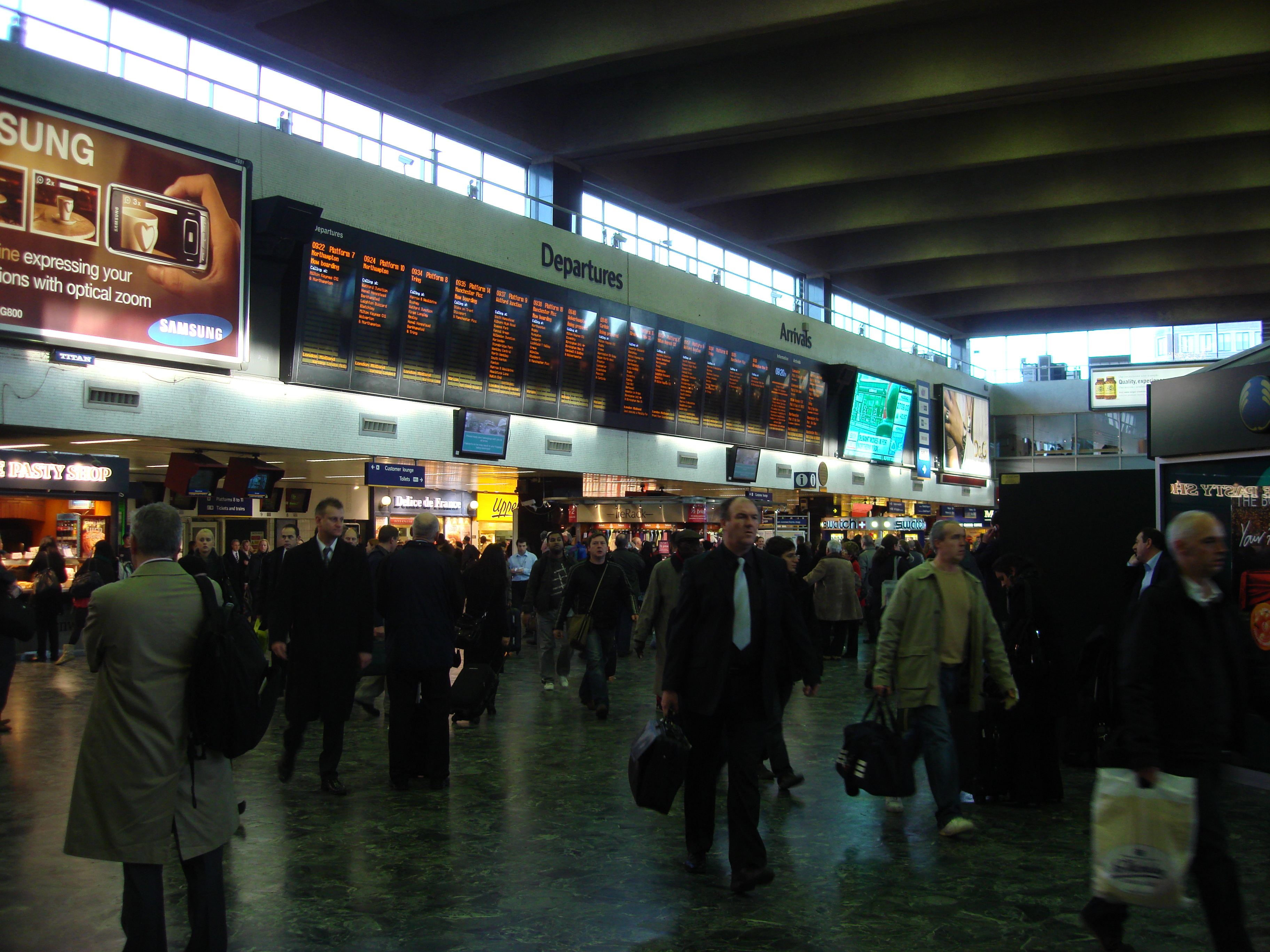
Bahnhofshalle

Das heutige moderne Gebäude ist ein langes, flaches und nüchternes Betongebäude mit einer 197 Meter breiten Vorderfront. Diese 1960er-Jahre-Architektur ist als „hässlich“ und „architektonisches Verbrechen“ bezeichnet worden. An den zwei Ecken der Vorderfront befinden sich Bürotürme, in denen die Verwaltung von Network Rail untergebracht ist. Der Bahnhof besteht aus einer einzigen großen Halle mit zahlreichen Läden und Verpflegungsmöglichkeiten. Dahinter befindet sich eine Abstellhalle. Einige kleinere Überreste des alten, 1962 abgerissenen Bahnhofs sind erhalten geblieben. Im Gegensatz zum Originalgebäude liegt der heutige Bahnhof etwas zurückversetzt und ist von der Straße aus kaum zu erkennen. Am Eingang befindet sich eine von Eduardo Paolozzi geschaffene Statue, die an den deutschen Theaterregisseur Erwin Piscator erinnert.
Der Bahnhof besitzt 18 Gleise. Die Gleise 8 bis 11 sind nur über automatische Fahrscheinsperren zu erreichen. Ein Bahnsteig ist länger als die anderen, um die aus 16 Wagen bestehenden Caledonian-Sleeper-Nachtreisezüge aufnehmen zu können.

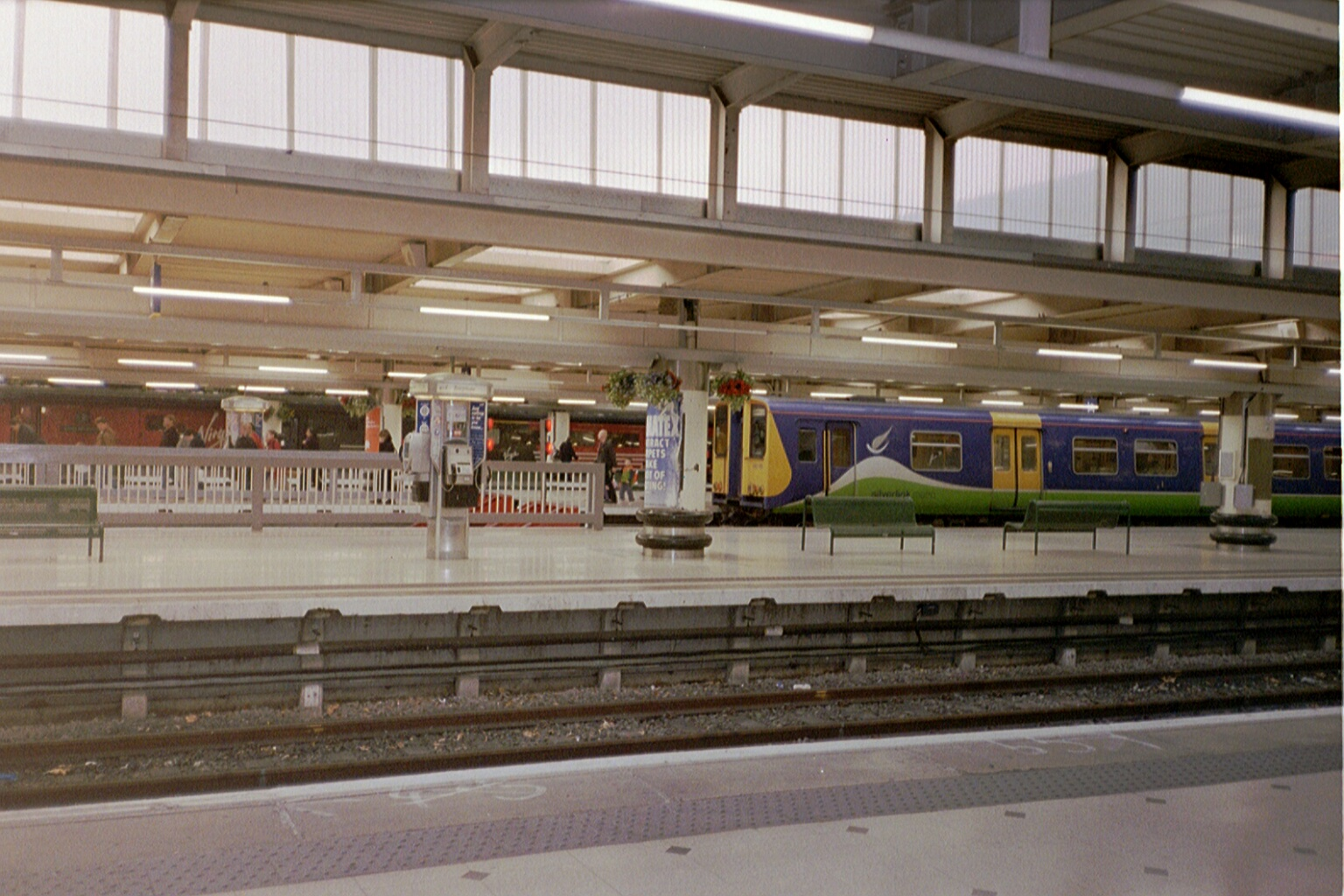
Bahnhofshalle (2003)
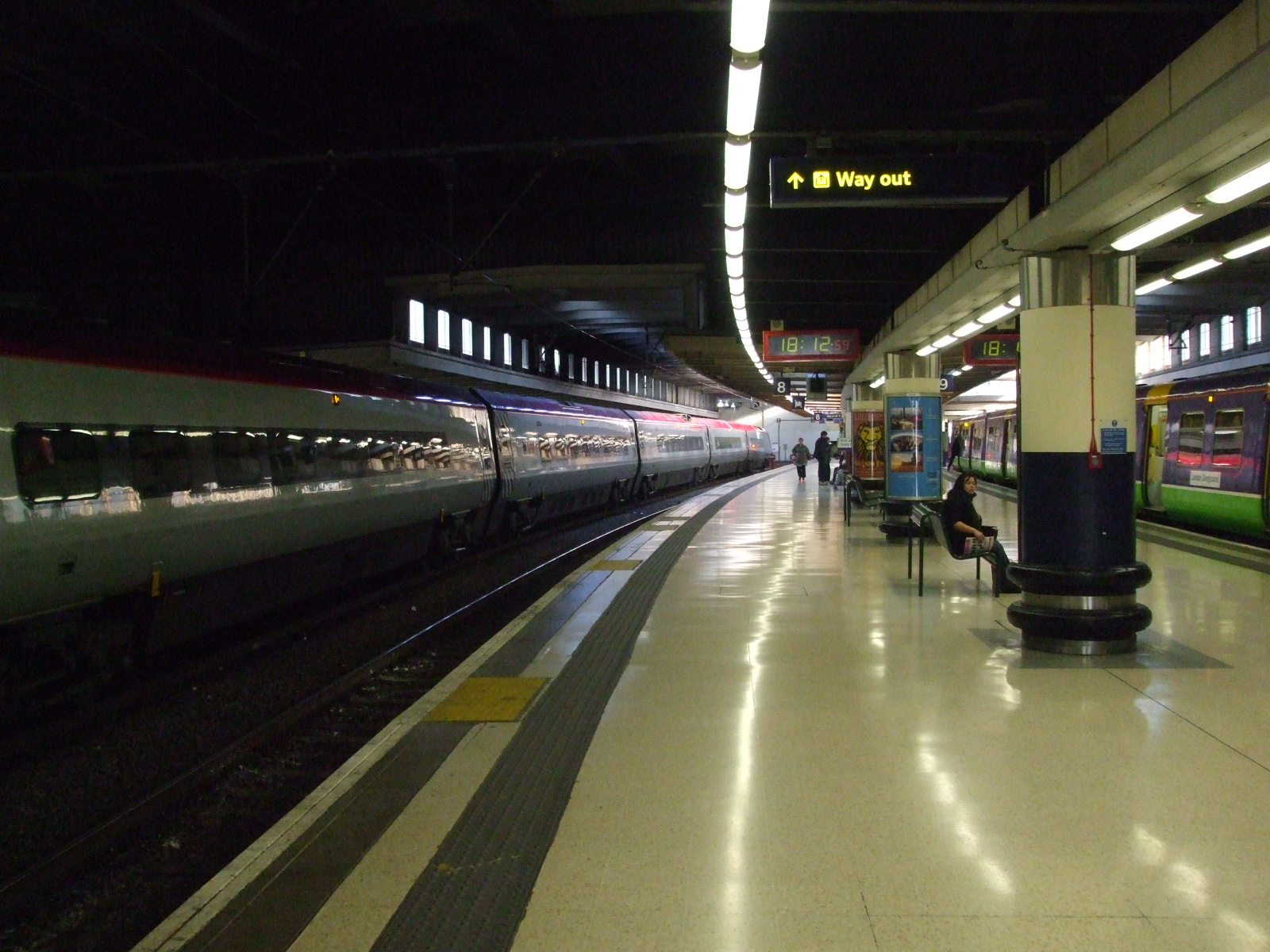
Blick in die Bahnhofshalle mit Oberlichtern
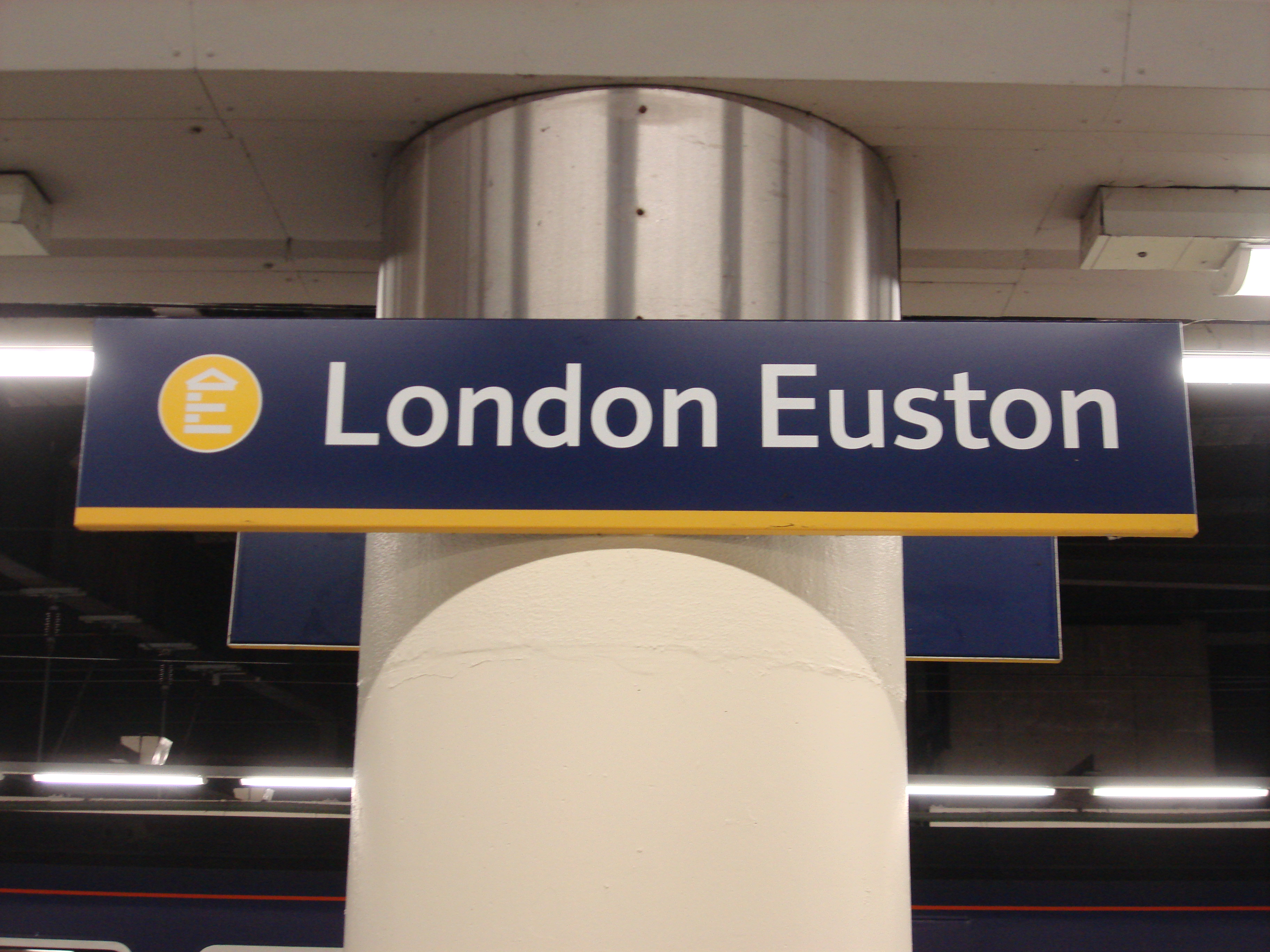
Hinweisschild
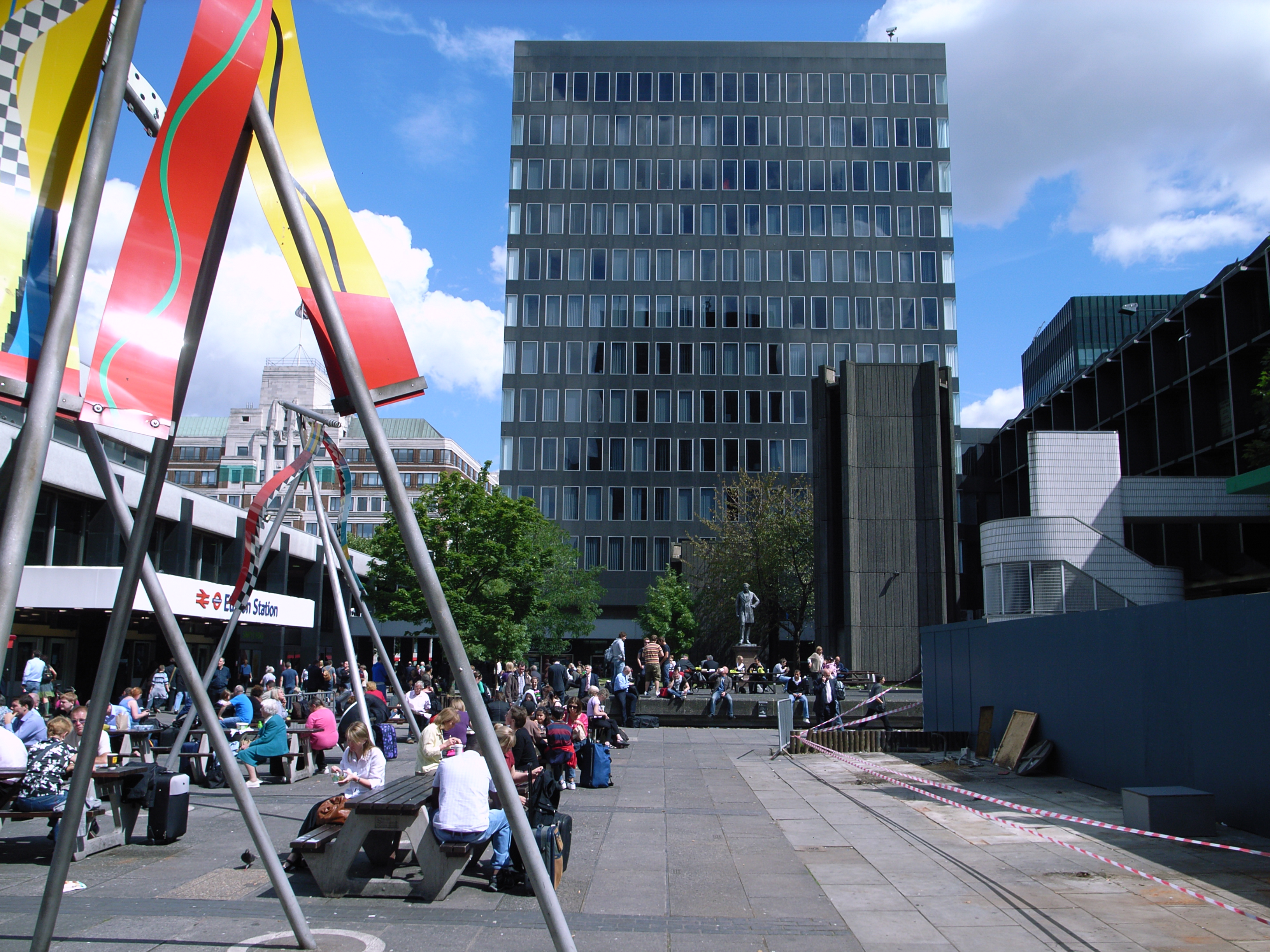
Bahnhof und benachbarte Bürogebäude

## Geschichte

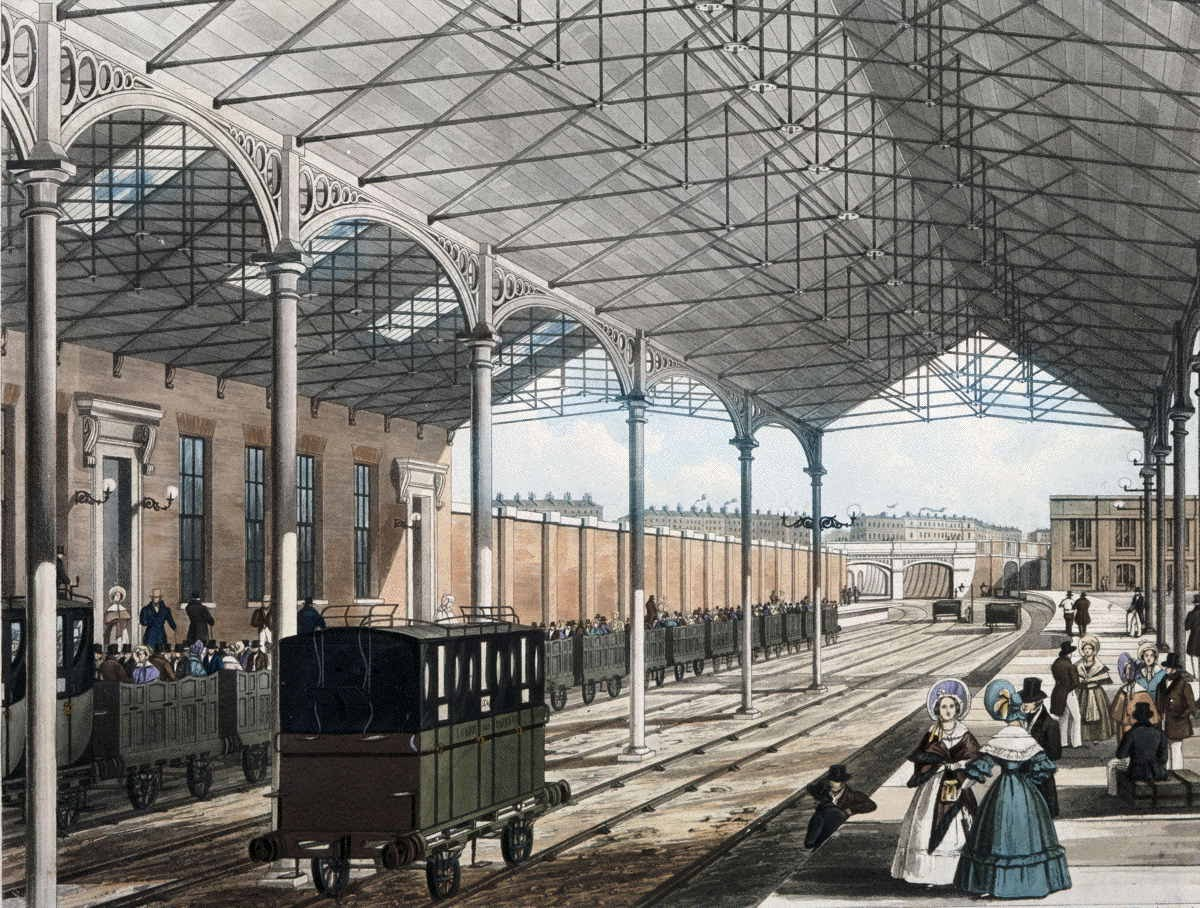
Schmiedeeisernes Dach aus dem Jahr 1837

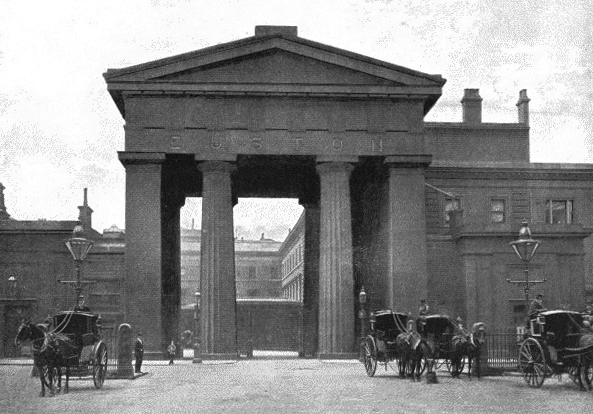
Euston Arch, der ursprüngliche Eingang zum Bahnhof (1896)

Euston ist der zweitälteste Hauptbahnhof Londons und der älteste, von dem aus Schnellzüge zu anderen Großstädten verkehrten. Der ursprüngliche Bahnhof wurde am 20. Juli 1837 als Endpunkt der von Robert Stephenson gebauten London and Birmingham Railway eröffnet. Er war vom bekannten Architekten Philip Hardwich entworfen worden, daran angebaut war eine 61 Meter lange Abstellhalle für Züge. Zu Beginn gab es nur zwei 130 Meter lange Bahnsteige, einen für ankommende und einen für abfahrende Züge. Hardwich baute vor der Halle einen 22 Meter hohen Portikus mit dorischen Säulen, der unter dem Namen Euston Arch große Bekanntheit erlangte.
Stephensons ursprüngliche Pläne sahen vor, die Strecke so zu bauen, dass sie an jener Stelle endete, wo heute der Bahnhof King’s Cross steht. Nach heftigen Protesten zahlreicher Grundstücksbesitzer änderte er die Streckenführung in Richtung Euston. Bis 1844 mussten die Züge mit Kabeln auf den Hügel bei Camden Town gezogen werden, da die Dampflokomotiven zu Beginn noch nicht genügend Kraft für den Aufstieg erzeugen konnten.
In den folgenden Jahren wurde der Bahnhof mehrfach erweitert, um das stetig steigende Verkehrsaufkommen bewältigen zu können. Mehrfach wurden weitere Bahnsteige angelegt. Im Jahre 1849 wurde die Great Hall („Große Halle“) eröffnet, im klassizistischen Stil von Philip Charles Hardwich, Hardwichs Sohn, entworfen. Die Halle war 38,1 Meter lang, 18,6 Meter breit und 18,9 Meter hoch, mit einer Kassettendecke und einer Treppe, die zu einem Bürotrakt hinauf führte. Der alte Bahnhof lag einige Dutzend Meter weiter von der Euston Road entfernt als der heutige, an der damaligen Drummond Street. Eine kurze Straße führte vom Euston Square zum Portikus, sie war von zwei Hotels namens Euston Hotel und Victoria Hotel flankiert.
Der Bahnhof und die dazugehörende Bahnstrecke waren im Laufe der Zeit im Besitz verschiedener Gesellschaften; von 1846 bis 1922 die London and North Western Railway, von 1923 bis 1947 die London, Midland and Scottish Railway, von 1947 bis 1994 British Rail. Seit der Reprivatisierung der britischen Eisenbahnen waren zwei verschiedene Infrastrukturgesellschaften zuständig, von 1994 bis 2001 Railtrack, seit 2001 Network Rail.
Im Jahr 1959 erklärte British Railways, dass das alte Bahnhofsgebäude den Anforderungen einer voll elektrifizierten West Coast Main Line nicht genüge und daher ersetzt werden müsse. Trotz breiter Proteste in der Öffentlichkeit (angeführt von John Betjeman) wurde das alte Gebäude 1962 mitsamt der Euston Arch abgerissen und durch ein neues, im Jahr 1968 eröffnetes Gebäude ersetzt.

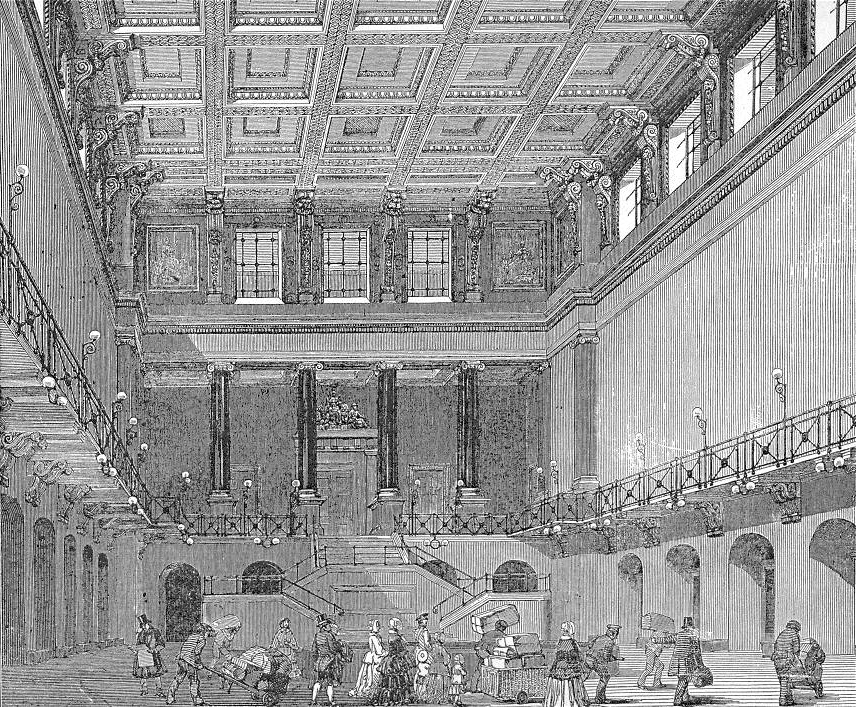
Die ehemalige Große Halle (Great Hall)
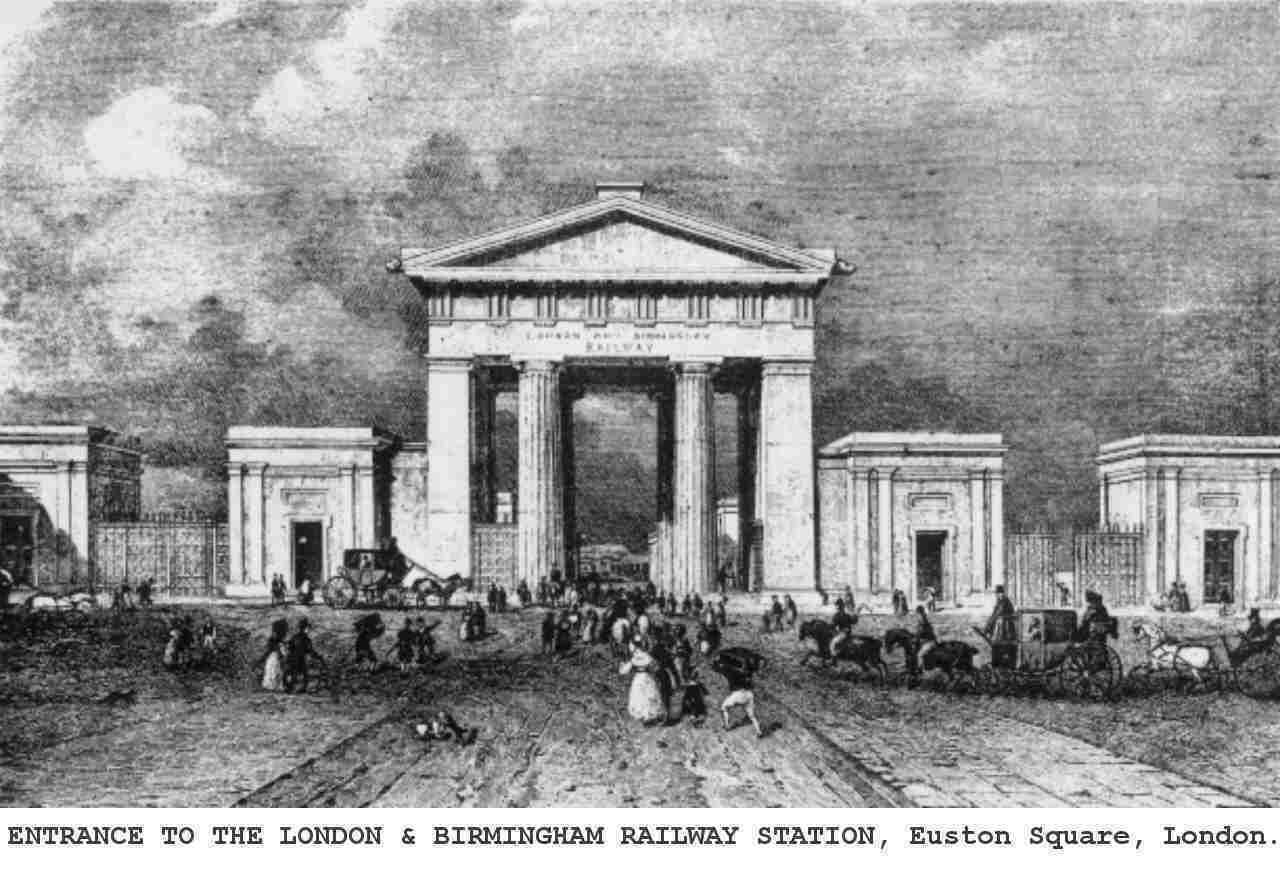
Euston Arch, ca. 1851
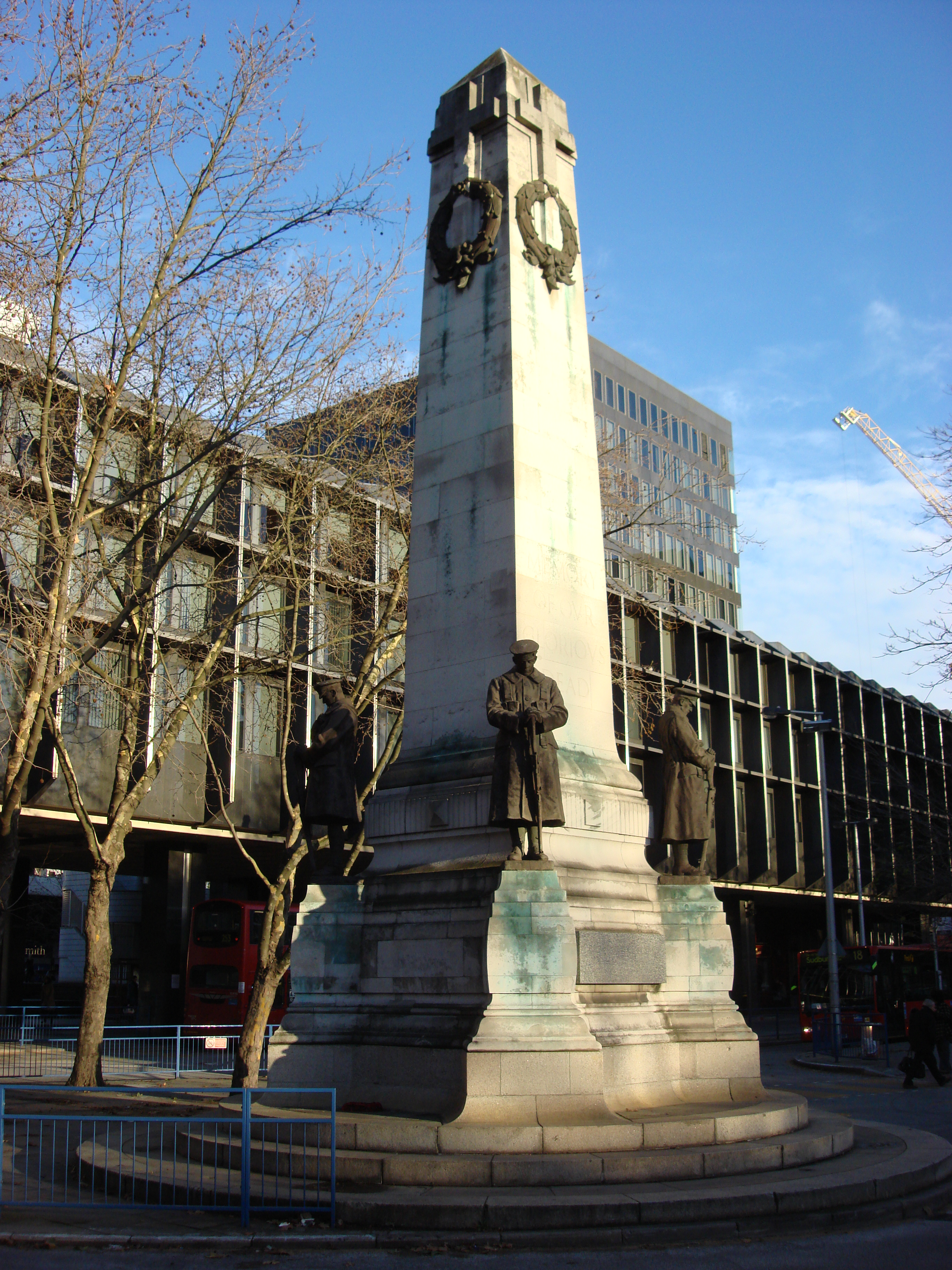
Kriegsdenkmal der LNWR
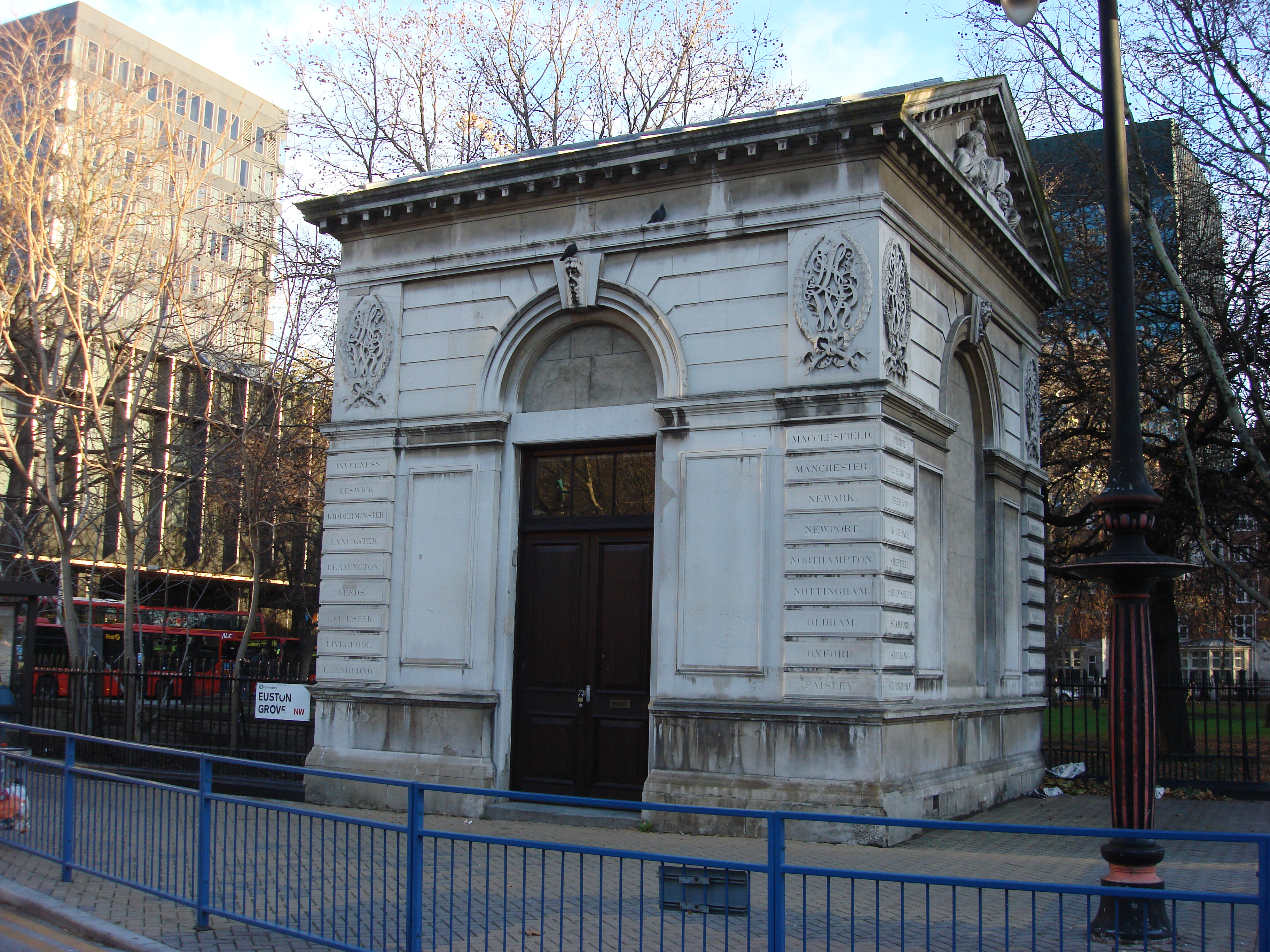
Wärterhaus der LNWR

Großen Sachschaden richtete eine Bombe der IRA an, die am 10. September 1973 um 13:10 Uhr gezündet wurde. Acht Personen wurden verletzt. Drei Minuten zuvor hatte die Metropolitan Police eine telefonische Warnung erhalten, doch das Gebäude konnte nicht rasch genug geräumt werden.
Am 5. April 2007 gab British Land bekannt, dass sie die Ausschreibung für den Neubau des Bahnhofs gewonnen habe. Die Baukosten betragen voraussichtlich 250 Millionen Pfund. Die Anzahl der Gleise werde von 18 auf 21 erhöht, außerdem solle ein Fußgängertunnel zur U-Bahn-Station Euston Square gebaut werden. Im September 2011 wurden die Abrisspläne aufgegeben.
Im Rahmen des Baus der Schnellfahrstrecke High Speed 2 (HS2) von London Euston nach Birmingham wird der Bahnhof Euston ausgebaut. Für die Hochgeschwindigkeitszüge sind elf Gleise und 400 Meter lange Bahnsteige vorgesehen. Die Gleise werden großteils westlich des bisherigen Bahnhofs neu gebaut, der HS2-Bahnhof übernimmt jedoch auch einige der bestehenden Gleise für den Fernverkehr auf der West Coast Main Line.

## Rezeption
Der Bahnhof wird in dem Song „I'm a loser“ auf dem Album „No heavy petting“ der britischen Hardrock-Band U.F.O erwähnt („Euston Station, and it's cold as ice …“).